# Habitatge al carrer del Nord, 28 (Figueres)
L'edifici al Carrer del Nord, 28 és una obra del municipi de Figueres (Alt Empordà) inclosa en l'Inventari del Patrimoni Arquitectònic de Catalunya. És un edifici situat a l'eixample de la ciutat.

## Descripció
És un edifici entre mitgeres de planta baixa. Portal d'entrada i una finestra a l'esquerra, amb reixa de ferro. Guardapols escalonats amb ornaments de ceràmica. Motllura i forats de ventilació a la zona alta. Cornisa, barana bipartida amb cos central amb ornament floral, en alt relleu. Sòcol pintat de color verd. Façana blanca.